# 莱奥诺拉·米亚诺

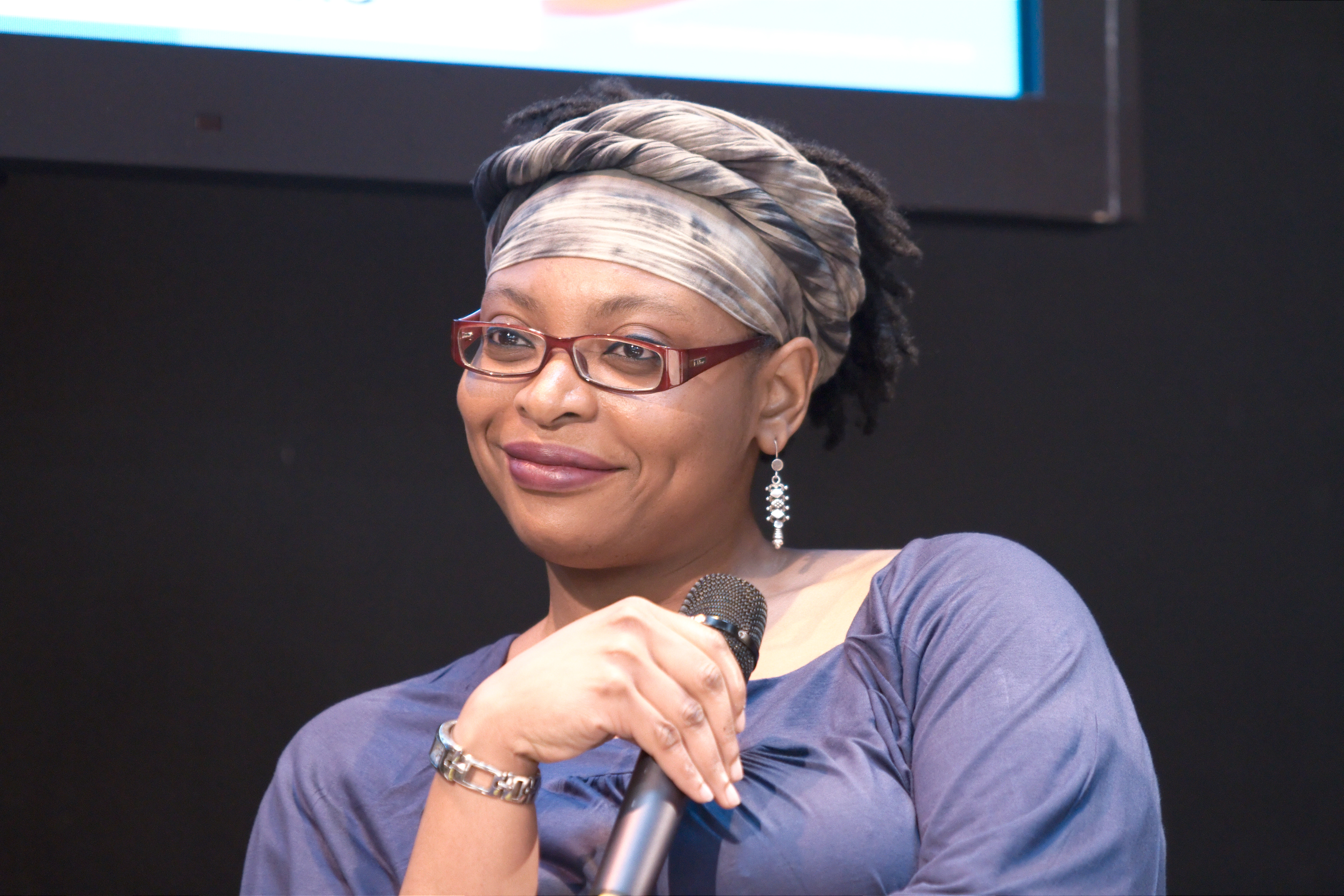
莱奥诺拉·米亚诺

莱奥诺拉·米亚诺（Léonora Miano ，1973年-）是一位喀麦隆作家。莱奥诺拉·米亚诺生于喀麦隆杜阿拉。1991年，她移居法国 。她於2013年獲得费米娜奖。 2019年她又移居多哥。